# هآرتس
هاآرتس، هاآرتز أو هأرص (بالعبرية: הארץ أي "الأرض") هي صحيفة إسرائيلية باللغة العبرية تصدر يوميا في تل أبيب وتوزع في جميع أنحاء إسرائيل. كذلك تصدر ترجمة إلى اللغة الإنكليزية لمختارات من الصحيفة بتعاون مع الصحيفة الأمريكية هيرالد تريبيون. تعتبر صحيفة هآرتس واحدة من أهم الصحف الإسرائيلية.
تم تأسيسها في القدس سنة 1919، تنتمي إلى مجموعة هاآرتس. في 1925 انتقلت هيئة التحرير ودار النشر إلى تل أبيب. في 1939 اشتراها زالمان شوكن، رجل أعمال يهودي ألماني الأصل، وعين ابنه غرشوم شوكن محررا رئيسيا. قام غرشوم شوكن بهذا المنصب لمدة 51 عاما حتى 1990، فهو المسؤول الرئيسي عن تصميم الصحيفة، أسلوب الكتابة فيها وطريقة تحريره. في 1990 عين غرشوم شوكن حانوخ مرمري رئيسا لتحرير، أما ابنه عاموس شوكن فورث الملكية على دار النشر. في 2005 تعين دافيد لانداو رئيسا لتحرير بعد استقالة مرمري إثر خلاف مع عاموس شوكن بشأن أسلوب التحرير وطريقة التسويق.
تنتمي هاآرتس إلى الخط السياسي الإسرائيلي اليساري من توجهات الصحيفة الانسحاب من الأراضي الفلسطينية المحتلة كما دافعت عن اتفاقية أوسلو.
من أهم صحفييها المساندين لحقوق الفلسطينيين هو جدعون ليفي الذي غالباً ما تنشر مقالاته في صحيفة رأي اليوم والقدس العربي.

## التاريخ
نُشرت صحيفة هآرتس لأول مرة في عام 1918 كصحيفة برعاية الحكومة العسكرية البريطانية في فلسطين. وفي عام 1919، استولى عليها مجموعة من الصهاينة ذوي التوجه الاشتراكي، ومعظمهم من روسيا. تأسست الصحيفة في 18 يونيو 1919 من قبل مجموعة من رجال الأعمال بما في ذلك المحسن إسحاق ليب جولدبرج، وأطلق عليها في البداية اسم حداشوت هآرتس ("أخبار الأرض"). وفي وقت لاحق، تم اختصار الاسم إلى هآرتس. اجتذب القسم الأدبي من الصحيفة كبار الكتاب العبريين في ذلك الوقت.
صدرت الصحيفة في البداية في القدس، ومن عام 1919 إلى عام 1922، ترأس الصحيفة سلسلة من المحررين، من بينهم ليب يافي. وأغلقت لفترة وجيزة بسبب عجز في الميزانية وأعيد فتحها في تل أبيب في بداية عام 1923 تحت رئاسة تحرير موشيه جليكسون، الذي شغل المنصب لمدة 15 عامًا. منحت بلدية تل أبيب الصحيفة دعمًا ماليًا من خلال الدفع مقدمًا للإعلانات المستقبلية.
طوال عشرينيات وثلاثينيات القرن العشرين، كانت وجهة نظر صحيفة هآرتس الليبرالية مرتبطة إلى حد ما بالفصيل الصهيوني العام "أ"، الذي ساعد لاحقًا في تشكيل الحزب التقدمي، على الرغم من أنه كان غير حزبي وحريصًا على عدم تبني أي خط حزبي محدد. وكان يُعتبر الأكثر تطورًا بين الصحف اليومية للييشوف.
في 24 نوفمبر 2024، أمرت الحكومة الإسرائيلية بمقاطعة صحيفة هآرتس من قبل المسؤولين الحكوميين وأي شخص يعمل في هيئة ممولة من الحكومة، وحظرت الإعلان الحكومي مع الصحيفة. ووفقًا لصحيفة الغارديان، فإن صحيفة هآرتس "نشرت سلسلة من التحقيقات حول المخالفات أو الانتهاكات التي ارتكبها كبار المسؤولين والجيش الإسرائيلي، وكانت لفترة طويلة في مرمى نيران الحكومة الحالية".

## وصلات خارجية
- هآرتس على موقع الموسوعة البريطانية (الإنجليزية)
- هآرتس على موقع روتن توميتوز (الإنجليزية)
- موقع الصحيفة بالإنكليزية
- موقع الصحيفة بالعبرية